# 小行星3664
小行星3664（3664 Anneres）是一颗绕太阳运转的小行星，为主小行星带小行星。该小行星于1960年9月24日发现。

## 轨道参数
小行星3664的轨道半长轴为2.7947455 UA，离心率为0.133。